# Una carezza
Una carezza è un singolo di Zucchero Fornaciari pubblicato il 24 ottobre 2008 dalla Polydor come unico estratto dall'album Live in Italy del 2008.

## Video musicale
La canzone, dedicata alla madre Rina Bondavalli, è stata ripresa dal cantautore emiliano dopo averla scritta per la figlia Irene Fornaciari, la quale l'aveva inserita in Vertigini in fiore.
Il cantante ha spiegato in più di una occasione che la stesura del testo del brano in questione è arrivata di getto, dopo che la musica era già stata composta in precedenza: un giorno Zucchero stava passeggiando in un parco e un vento caldo ha cominciato a soffiare, facendogli venire l'ispirazione di alcune metafore, appunto, presenti nella canzone come, per esempio, "Di te l'odore che respirai // Mi segue come una piuma" o "Mi segue come una carezza".
La "carezza" è, dunque, sia il ricordo della madre scomparsa, sia la brezza calda avvertita dal cantante al momento del concepimento del testo.

## Tracce
1. Una carezza – 4:26 (Zucchero)

## Classifiche
| Classifica (2008) | Posizione massima |
| ----------------- | ----------------- |
| Italia            | 4                 |
| Bulgaria          | 39                |
| Europa            | 53                |

### Classifiche di fine anno
| Classifica (2008) | Posizione |
| ----------------- | --------- |
| Italia            | 90        |